# The Stalin
A The Stalin (ザ・スターリン; THE STALIN-ként stlizálva) egy befolyásos japán punk együttes volt, amelyet 1980 júniusában alapított Endó Micsiró énekes és frontember. Többszöri tagcsere után a zenekar 1985 februárjában feloszlott. 1987 májusában Micsiró Video Stalin néven új együttest alapított – ami elsősorban videókat jelentett meg – ám a zenekar rövid életűnek bizonyult, egy évvel később, 1988-ban feloszlott. 1989-ben Micsiró Stalin néven ismét új együttest alapított, ami végül 1992-ben oszlott fel.

## Az együttes története

### 1979: Dzsieitai
1979 környékén az akkor 29 éves szocialista aktivista Endó Micsiró Dzsieitai (自衛隊; Hepburn: Jieitai, ’Önvédelmi Haderő’) néven alapított együttest, nevükkel utalva a Japán Önvédelmi Haderőre. Több számukat később a The Stalin is felvette, köztük az Ideologist,  a Niku, a No Fun vagy a Light My Fire címűeket.

### 1980–1981: Megalakulás és a kezdetek
1980 júniusában Endó megalapította a The Stalint. Elmondása szerint azért adta együttesének ezt a nevet, mivel „Joszif Sztálint a legtöbb ember utálta Japánban, és ez megfelel a mi imázsunknak.” Az eredetileg háromtagú zenekarhoz, amelyben Endó az énekes és a basszusgitáros, Kaneko Acusi a szólógitáros, míg Inui Dzsun a dobos szerepét töltötte be, 1980 júniusa vége felé csatlakozott Szugijama Sintaró basszusgitárosként. Első kislemezüket, az 1980. szeptember 5-én megjelent Dendó kokesi/Nikut még Szugijama nélkül vették fel. 1981. április 7-én megjelentették a Stalinism című középlemezüket. 1981 júliusában Kanekót Tamura „Tam” Kazuo váltotta a szólógitáros pozícióban. November 4-én egy a Kantó Gakuin Középiskolában tartott koncerten Endót szeméremsértés miatt letartóztatták. 1981. december 24-én megjelent az együttes első teljes hosszúságú lemeze, a félig stúdiófelvételekből, félig koncertfelvételekből álló Trash.

### 1982–1985: A feloszlás
A The Stalin egyike volt azon zenekaroknak, amelyek szerepelhettek Isii Szógo 1982. március 13-án bemutatott Bakurecu tosi (Burst City) című filmjében. A június 24-én tartott koncertjük után a dobos, Inui kilépett, azonban az együttes július 1-jén megjelent Stop Jap című nagykiadós bemutatkozó albumán, valamint a Romantist című kislemezén is még hallható. A leginkább ismertté vált Romantist című daluk a Trash albumukon szereplő Ideologist című szám átdolgozása. 1982-ben Oda Hitosi dobosként csatlakozott. Isii Szógo rendezte a Romantist, a Stop Jap, valamint az augusztus 25-én megjelent Allergy című daluk videóklipjét is. Az 1982. szeptember 27-én tartott koncertjük után Oda kilépett. Novemberben Nakata Keigo dobosként csatlakozott, ám decemberben Tammal együtt kilépett.
1983 januárjában a két kilépett tag helyére Cugio Makoto gitáros és Nakamura Tacuja dobos állt be. Február 10-én megjelentették negyedik kislemezüket Go Go Stalin címmel. Következő stúdióalbumok és kislemezük, a Musi és a Nothing április 25-én jelent meg. A június 11-ei fellépésük után Cugio és Nakamura kilépett, helyükre vendégzenészként a szeptember 17-ei előadásukon Inui és Ogata lépett be.
1984 elején June-Bleed gitárosként csatlakozott, ám március 17-én ki is lépett, helyére Kitada Maszahiro állt. Szintén márciusban Inui és Ogata visszajött az együtteshez. Az 1984 májusában nemzetközileg megjelent Welcome to 1984 válogatásalbumra felkerült a Chicken Farm című számuk. Június 3-án Kitada és Ogata kilépett. Júniusban Higo Hirosi basszusgitáros támogató tagként csatlakozott, hivatalosan sosem lett az együttes tagja. 1984 augusztusában Ono Maszajuki gitáros csatlakozott az együtteshez. Utolsó nagylemezük november 20-án Fish Inn címmel jelent meg. Ugyan a december 29-ei koncertjükön Endó bejelentette, hogy „a The Stalinnak vége”, ám utolsó koncertjüket 1985. február 21-én adták a Chofu Daiei stúdióban. Az előadás felvételei 1985. május 25-én VHS-en (Zesszan kaiszan-csú!!) és dupla LP-n (For Never) is megjelent.

### 1987–1988: Video Stalin
1987 májusában Endó megalapította a Video Stalin nevű együttesét, ami inkább tekinthető egy csapat videokészítő zenésznek mintsem valódi együttesnek. Három videót és egy albumot jelentettek meg, az előbbiek közül az egyik, a Your Order! The History of The Stalin is inkább egy The Stalin videó, mivel szinte teljes egészében The Stalin koncertfelvételekből és promóciós anyagokból áll. 1988-ban feloszlottak.

### 1989–1992: Stalin
A Szovjetunió felbomlásának hatására Endó 1989-ben újra megalapította a Stalint, az egykori The Stalin utódját, teljesen új tagokkal. Lenyűgözte a lengyel Szolidaritás mozgalom, ami ugyanabban az évben alakult, mint a The Stalin és egy varsói látogatása után leszervezett egy japán koncertkörutat a lengyel Dezerter punkegyüttesnek. A Stalin 1990-ben Észak-Európában turnézott, amely felvételeit Szaigo no akai nacu címmel jelentettek meg. 1992-es feloszlásuk előtt több tagcserén mentek keresztül, és hat kislemezt, négy stúdióalbumot és egy koncertlemezt vettek fel.

### Alkalmi fellépések, Endó halála
2001. február 8-án egy különleges The Stalin-koncertet adtak One Night Dream címen, melyen Endó Micsiró, Nakata Keigo (dobok, ex-The Stalin), Szuzuki Sinicsi (gitár, Pulling Teeth) és Kacuta (basszusgitár) zenélt. A koncerten egyéb együttesek és zenészek, így a Loopus, a Cobra, Panta és Kenzi is felléptek és tiszteletüket fejezték ki a zenekar iránt. A koncert felvételeit 2001. június 30-án jelentettek meg Hakike gaszuruhodo Romantic daze!! címmel. A koncert egy napra esett a 365: A Tribute to The Stalin album megjelenésével, amelyen ismert együttesek dolgozzák fel a The Stalin számait.
2010. december 1-jén két The Stalin tribute album is megjelent. A Romantist: The Stalin, Michiro Endo Tribute Albumon olyan előadók dolgozzák fel a The Stalin és Endó Micsiró dalait, mint a Buck-Tick, a Dir en grey, a Group tamasii vagy Togava Dzsun, míg a Red Demon, Blue Demon: Michiro Endo 60th Birthday Anniversary Tribute Album eredetileg november 14-én jelent meg Endó egyik koncertjén, ezzel megünnepelve a hatvanadik születésnapját.
Endó Micsiró még számos alkalommal gyűjtött össze zenészeket alkalmi The Stalin fellépésekhez. A legutóbbi ilyenre 2011 elején került sor néhány koncert keretében The Stalin Z név alatt, melynek Endó volt az énekese, Nakamura Tacuja (ex-The Stalin) a dobosa, KenKen (Rize) a basszusgitárosa és Hjaku Kazuhiro (Mo’Some Tonebender) a gitárosa.
Endó 2019. április 25-én hasnyálmirigyrákban elhunyt.

## Az együttes tagjai
- Endó Micsiró – ének (1980–1985, 1987–1988, 1989–1993), basszusgitár 1980 (Notalin’s, M.J.Q, Touch Me)

### The Stalin
- Kaneko Acusi – gitár (1980–1981)
- Tamura „Tam” Kazuo – gitár (1981–1982) (Typhus, G-Zet)
- Cugio Makoto – gitár (1983) (The Onanizo Bomb, The God)
- June-Bleed – gitár (1984) (The Willard)
- Kitada Maszahiro – gitár (1984)
- Ono Maszajuki – gitár (1984–1985) (Allergy)
- Szugijama Sintaró – basszusgitár (1980–1983)
- Ogata Teruja – gitár (1983, vendégként), basszusgitár (1984)
- Higo Hirosi – basszusgitár (1984–1985, támogatótagként) (Sibuszasirazu)
- Inui Dzsun – dobok (1980–1982, 1984–1985)
- Oda Hitosi – dobok (1982)
- Nakata Keigo – dobok (1983) (Enola Gay, G-Zet, Lip Cream, Nickey & The Warriors, The Star Club, Cobra)
- Nakamura Tacuja – dobok (1983) (The Onanizo Bomb, The God, Masturbation, Nickey & The Warriors, Jagatara, Blankey Jet City, Losalios, The Star Club, Touch Me, Friction)

### Video Stalin
- Kubota – gitár (1987–1988)
- May – basszusgitár (1987–1988)
- Shoko – dobok (1987–1988)

### Stalin
- Jamamori Aihiko – gitár (1989–?)
- Szaitó „Ricu” Tadasi – gitár (?–1993) (Loopus, Minimum Rockets)
- Nisimura Júszuke – basszusgitár (1989–?)
- Adacsi Csikao – basszusgitár (?–1993)
- Mihara Sigeo – dobok (1989–1993) (The Roosters)

## Diszkográfia

### The Stalin
Stúdióalbumok
- Trash (1981. október 21.)
- Stop Jap (1982. július 1.)
- Musi (1983. április 25.)
- Fish Inn (1984. november 20.)
- Stop Jap Naked (újracsomagolt album, 2007. október 24.)

Koncertalbumok
- For Never (1985. május 25.)
- Sinda mono hodo aisite jaru sza (1995. december 1.)
- Zecubó dai kairaku: Live at Kórakuen Hall ’83 (2005. december 5.)
- I Was The Stalin: Zesszan kaissan-csú: Kazenban (2012. március 14.)

Válogatásalbumok
- Best Sellection (válogatásalbum, 1986. október 25.)
- Stalinism (válogatásalbum, 1987. január 21.)
- Bestests! (válogatásalbum, 1987 július)
- The Stalin Best (válogatásalbum, 2003. január 22.)

Középlemezek
- Stalinism (1981. április 7.)

Remix albumok
- Fish Inn (1986 Mix) (1986. december 21.)

Kislemezek
- Dendó kokesi/Niku (1980. szeptember 5.)
- Romantist (1982. július 1.)
- Allergy (1982. augusztus 25.)
- Go Go Stalin (1983. február 10.)
- Nothing (1983. április 25.)

Videók
- Zesszan kaiszan-csú!! (絶賛解散中!!?) (1985. május 25.)
- Your Order! (1987. július 25.)
- Hakike gaszuruhodo Romantic daze!! (吐き気がするほどロマンチックだぜ!!?) (2001. június 30.)

### Video Stalin
Nagylemezek
- -1 (Minus One) (1988. szeptember 20.)

Videók
- Debut! (1987. szeptember 20.)
- Love Terrorist (1988. április 15.)

### Stalin
Nagylemezek
- Joy (1989. február 25.)
- Stalin (1989. október 25.)
- Sakkin Barricade (1990. szeptember 25.)
- Kiszeki no hito (1992. november 21.)

Koncertalbumok
- Jukuefumei: Live to be Stalin (koncertalbum, 1991. december 21.)

Válogatásalbumok
- Street Value (válogatásalbum, 1991. július 21.)

Kislemezek
- Hócsó to mandzsú (1989. február 25.)
- Benkjó ga dekinai (1989. szeptember 25.)
- ’90s Sentimental oszecsi (1989. december 21.)
- Majonaka no omocsa bako (1990. szeptember 25.)
- Wild Ghetto (1991. július 21.)
- Ride on Time (1992. november 21.)

Videók
- P. (1989 július)
- Szaigo no akai nacu (最後の赤い夏?) (1990. október 25.)